# Wenus i Mars (obraz Giovanniego Pittoniego)
Wenus i Mars – mitologiczny obraz włoskiego malarza Giovanniego Pittoniego, powstały w 1720.